# Bishop (Georgia)
Bishop es un pueblo ubicado en el condado de Oconee en el estado estadounidense de Georgia. En el censo de 2000, su población era de 146.

## Demografía
En el 2000 la renta per cápita promedia del hogar era de $43,125, y el ingreso promedio para una familia era de $51,250. El ingreso per cápita para la localidad era de $15,630. Los hombres tenían un ingreso per cápita de $31,250 contra $16,875 para las mujeres.

## Geografía
Bishop se encuentra ubicado en las coordenadas 33°48′59″N 83°26′11″O / 33.81639, -83.43639 (33.816355, -83.436304).
Según la Oficina del Censo, la localidad tiene un área total de 2 km² (0,8 mi²), de la cual 2 km² (0,8 mi²) es tierra y 0 km² (0 mi²) (0.0%) es agua.